# Miyamoto Mikinosuke
Miyamoto Mikinosuke (宮本 三 木 之 助, ???? - 1626) fut un serviteur du clan japonais de Honda pendant la période Edo (XVIIe siècle) du Japon. Mikinosuke fut le premier des fils adoptifs du célèbre épéiste Miyamoto Musashi, Miyamoto Iori (en) le deuxième. 

## Biographie
Miyamoto Musashi voyageait à cheval le long de la route de Settsu. Dans une auberge de Nishinomiya, Musashi vit un garçon de quatorze ou quinze ans qui conduisait son cheval. Musashi avait perçu des qualités extraordinaires chez ce garçon. Musashi lui a alors demandé, « N'aimeriez-vous pas devenir mon fils ? Je trouverai un bon seigneur pour vous. » Mikinosuke a répondu : « Vous êtes très aimable de faire cette offre, mais j'ai des parents âgés. C’est la raison pour laquelle je travaille comme guide de chevaux afin de prendre soin d'eux. Si je devenais votre fils adoptif, mes parents connaîtraient immédiatement des moments difficiles. Je dois donc vous dire non, en vous remerciant. »
Musashi s’est alors rendu chez Mikinosuke et a rencontré ses parents. Il leur expliqua ses projets, et reçut leur consentement pour l'adopter. Il a ensuite emmené Mikinosuke avec lui après avoir donné une petite somme d'argent pour que ses parents puissent vivre sans manquer et a demandé aux voisins de prendre bien soin d’eux. 
Musashi éduqua Mikinosuke et le présenta à Honda Nakatsukasa Taiyu (Honda Tadaoki), seigneur du château Himeji de Banshu qui lui donna le nom de Mikinosuke. Pour des raisons inconnues, Mikinosuke avait pris congé de son seigneur Taiyu, et s'était dirigé vers Edo, or Taiyu était décédé peu de temps après. Musashi, attristé par cela conclut que Mikinosuke reviendrait sûrement pour un festin d'adieu avec lui dans les prochains jours. Quelques jours plus tard, Mikinosuke était en effet venu. Il était très heureux et apprécia le repas. Après un certain temps aux côtés de Musashi, Mikinosuke prit un verre de saké en disant, "Je bois ce verre pour te dire adieu." Après avoir dit au revoir à son père adoptif, il s’en est retourné à Edo pour suivre son seigneur dans la mort. » 
Il mourut par seppuku la troisième année de l’Ère Kan'ei, en 1626. 